# Nati nel 1991/Maggio
| Questa pagina contiene informazioni ricavate automaticamente dalle voci biografiche con l'ausilio del template Bio e di un bot. L'aggiornamento è periodico e automatico e ricostruisce completamente la pagina. Se manca una persona in questa lista, sei pregato di non aggiungerla, ma accertati piuttosto che la sua voce biografica contenga il template Bio e che i dati anagrafici siano correttamente compilati. Se il template Bio manca, inseriscilo tu stesso o, in alternativa, metti l'avviso {{tmp\|Bio}} che ne segnala la mancanza. Se i dati riportati sono sbagliati, correggi direttamente la voce biografica; le modifiche saranno visibili in questa lista entro pochi giorni. Per chiarimenti vedi il progetto biografie. La lista contiene solo le 523 persone che sono citate nell'enciclopedia e per le quali è stato implementato correttamente il template Bio. Pagina aggiornata al 18 ago 2025. |

- 1º maggio - Rubén Alcaraz, calciatore spagnolo
- 1º maggio - Kristin Carpenter, pallavolista statunitense
- 1º maggio - Edu Durán, cestista spagnolo
- 1º maggio - Kalid Gaillard, calciatore americo-verginiano
- 1º maggio - Bilal Hamdi, ex calciatore algerino
- 1º maggio - Abdisalam Ibrahim, calciatore somalo
- 1º maggio - Henna Johansson, lottatrice svedese
- 1º maggio - Levina, cantante tedesca
- 1º maggio - Bartosz Salamon, calciatore polacco
- 1º maggio - Dominik Schwaiger, ex sciatore alpino tedesco
- 1º maggio - Roscoe Smith, cestista statunitense
- 1º maggio - Marcus Stroman, giocatore di baseball statunitense
- 1º maggio - Daniel Talbot, velocista britannico
- 2 maggio - Janis Blaswich, calciatore tedesco
- 2 maggio - Isaiah Canaan, cestista statunitense
- 2 maggio - Layshia Clarendon, ex cestista statunitense
- 2 maggio - Dadju, cantautore e rapper francese
- 2 maggio - Farruko, cantante portoricano
- 2 maggio - Gianmarco Gambetta, calciatore peruviano
- 2 maggio - André Geraldes, calciatore portoghese
- 2 maggio - Kees Heemskerk, calciatore olandese
- 2 maggio - Sebastian Hertner, calciatore tedesco
- 2 maggio - Kerry Hyder, giocatore di football americano statunitense
- 2 maggio - Jeong Jin-woon, cantante e attore sudcoreano
- 2 maggio - Liis Kullerkann, pallavolista estone
- 2 maggio - Ümit Kurt, calciatore turco
- 2 maggio - Aggelikī Nikolopoulou, cestista greca
- 2 maggio - Cristian Penilla, calciatore ecuadoriano
- 2 maggio - Serhij Sydorčuk, calciatore ucraino
- 2 maggio - Brad Tandy, ex nuotatore sudafricano
- 2 maggio - Tasos Tsokanīs, calciatore greco
- 2 maggio - Demi Vance, calciatrice nordirlandese
- 2 maggio - Neena Varakil, lunghista indiana
- 2 maggio - Valentín Villafañe, attore argentino
- 2 maggio - Maalik Wayns, allenatore di pallacanestro e ex cestista statunitense
- 2 maggio - Erica Wheeler, cestista statunitense
- 2 maggio - Il'ja Zacharov, tuffatore russo
- 3 maggio - Carlo Acutis, beato italiano († 2006)
- 3 maggio - Marco Boaventura, giocatore di calcio a 5 brasiliano
- 3 maggio - José Embaló, calciatore portoghese
- 3 maggio - Aitor Fernández, calciatore spagnolo
- 3 maggio - Lucia Gai, rugbista a 15 italiana
- 3 maggio - Aristotelīs Karasalidīs, calciatore greco
- 3 maggio - David Lončarević, cestista croato
- 3 maggio - Richard Magyar, ex calciatore e allenatore di calcio svedese
- 3 maggio - Raffaele Pucino, calciatore italiano
- 3 maggio - Andrea Denver, modello italiano
- 3 maggio - Sara Sanz, attrice e modella spagnola
- 3 maggio - Chrīstos Tasoulīs, calciatore greco
- 3 maggio - Vitalij Ustinov, calciatore russo
- 4 maggio - Sasan Ansari, calciatore iraniano
- 4 maggio - Martina Capoferri, cestista italiana
- 4 maggio - Will Clarke, giocatore di football americano statunitense
- 4 maggio - Jonas Dobler, fondista tedesco
- 4 maggio - Johnathan Gray, ex cestista statunitense
- 4 maggio - Nicolas Hasler, calciatore liechtensteinese
- 4 maggio - Brianne Jenner, hockeista su ghiaccio canadese
- 4 maggio - Tajbe Jusein, lottatrice bulgara
- 4 maggio - Alexandru Leu, ex calciatore moldavo
- 4 maggio - Tamir Nabaty, scacchista israeliano
- 4 maggio - Dani Nieto, calciatore spagnolo
- 4 maggio - Theo Riddick, giocatore di football americano statunitense
- 4 maggio - Julien Uyttendaele, politico e avvocato belga
- 4 maggio - Yang Yu, sciatrice freestyle cinese
- 5 maggio - István Bognár, calciatore ungherese
- 5 maggio - Jonathan Bostic, giocatore di football americano statunitense
- 5 maggio - Dillaz, rapper e produttore discografico portoghese
- 5 maggio - Ofir Davidzada, calciatore israeliano
- 5 maggio - Sam Gallagher, calciatore australiano
- 5 maggio - José González Joly, ex calciatore panamense
- 5 maggio - Giorgi Gvelesiani, calciatore georgiano
- 5 maggio - Raúl Jiménez, calciatore messicano
- 5 maggio - Tomislav Karaula, taekwondoka croato
- 5 maggio - Anna Kovalenko, politica, attivista e giornalista ucraina
- 5 maggio - Mariana Magaña, attrice messicana
- 5 maggio - Brent Urban, giocatore di football americano canadese
- 5 maggio - Eva Vik, regista, sceneggiatrice e produttrice cinematografica ceca
- 5 maggio - Robin de Kruijf, ex pallavolista olandese
- 6 maggio - Ahn Eun-jin, attrice sudcoreana
- 6 maggio - Shamier Anderson, attore canadese
- 6 maggio - Freddie Boath, attore britannico
- 6 maggio - Josh Boyce, giocatore di football americano statunitense
- 6 maggio - Gail Brodsky, ex tennista statunitense
- 6 maggio - Ivan Buva, cestista croato
- 6 maggio - Camille Catala, ex calciatrice francese
- 6 maggio - Anderson Correia, calciatore brasiliano
- 6 maggio - Amy Cozad, tuffatrice statunitense
- 6 maggio - Luis Eduardo, giocatore di football americano brasiliano
- 6 maggio - Tom Gramenz, attore tedesco
- 6 maggio - Kemal Ishmael, giocatore di football americano statunitense
- 6 maggio - Andrea La Mantia, calciatore italiano
- 6 maggio - Evelin Lanthaler, ex slittinista italiana
- 6 maggio - Daniele Lupo, giocatore di beach volley italiano
- 6 maggio - Carvin Nkanata, velocista keniota
- 6 maggio - Charalampos Paulidīs, calciatore greco
- 6 maggio - Piper Niven, wrestler britannica
- 6 maggio - Alice Richter, ex cestista italiana
- 6 maggio - Eduardo Brock, calciatore brasiliano
- 6 maggio - Edigar Junio, calciatore brasiliano
- 6 maggio - Vladimir Vukicevic, ostacolista norvegese
- 6 maggio - Simen Wangberg, ex calciatore norvegese
- 7 maggio - Jorge Barajas, pallavolista messicano
- 7 maggio - Elisa Bartoli, calciatrice italiana
- 7 maggio - Melissa Bettoni, ex rugbista a 15 italiana
- 7 maggio - Valentina Biccheri, pallavolista italiana
- 7 maggio - Evandro Brandão, calciatore angolano
- 7 maggio - Alessandro Cardelli, politico e avvocato sammarinese
- 7 maggio - Mercy Cherono, mezzofondista keniota
- 7 maggio - Tess Davies, ex sciatrice alpina canadese
- 7 maggio - Emir Dilaver, calciatore austriaco
- 7 maggio - Takanori Ebina, fondista giapponese
- 7 maggio - Simone Fontana, bobbista italiano
- 7 maggio - Daniel Juncadella, pilota automobilistico spagnolo
- 7 maggio - Masaru Katō, calciatore giapponese
- 7 maggio - Sheena Liam, modella, scrittrice e artista malaysiana
- 7 maggio - Branden Oliver, ex giocatore di football americano statunitense
- 7 maggio - Élise Pellegrin, sciatrice alpina maltese
- 7 maggio - Mihaela Petrilă, canottiera rumena
- 7 maggio - Rueben Randle, giocatore di football americano statunitense
- 7 maggio - Steve Williams, ex giocatore di football americano statunitense
- 7 maggio - Wouter ter Maat, pallavolista olandese
- 8 maggio - Ahmed Al-Kassar, calciatore saudita
- 8 maggio - Mirko Amenta, rugbista a 15 italiano
- 8 maggio - Marcus Antonsson, calciatore svedese
- 8 maggio - Matías Blásquez, calciatore cileno
- 8 maggio - Aníbal Capela, ex calciatore portoghese
- 8 maggio - Marcell Coetzee, rugbista a 15 sudafricano
- 8 maggio - Zoheir El Ouarraqe, lottatore francese
- 8 maggio - Thomas Fontaine, calciatore malgascio
- 8 maggio - Kalkidan Gezahegne, mezzofondista etiope
- 8 maggio - Éric Gélinas, hockeista su ghiaccio canadese
- 8 maggio - Nicklas Helenius, calciatore danese
- 8 maggio - Yuki Ishii, pallavolista giapponese
- 8 maggio - Chucky Jeffery, cestista statunitense
- 8 maggio - Álex López Laz, cestista spagnolo
- 8 maggio - Jhonatan, calciatore brasiliano
- 8 maggio - Waisake Naholo, rugbista a 15 figiano
- 8 maggio - Maëva Orlé, pallavolista francese
- 8 maggio - Adam Reed, calciatore filippino
- 8 maggio - Brett Robinson, maratoneta e mezzofondista australiano
- 8 maggio - Luigi Sepe, calciatore italiano
- 8 maggio - Deyverson, calciatore brasiliano
- 8 maggio - Anamaria Tămârjan, ginnasta romena
- 8 maggio - Laurens Vanthoor, pilota automobilistico belga
- 8 maggio - Floris van Rekom, pallavolista olandese
- 9 maggio - Davide Bertoncini, calciatore italiano
- 9 maggio - Lionel Boyce, attore, sceneggiatore e produttore televisivo statunitense
- 9 maggio - Óscar Carrera, canoista spagnolo
- 9 maggio - Erick Green, cestista statunitense
- 9 maggio - Genki Haraguchi, calciatore giapponese
- 9 maggio - Hsu Shu-ching, sollevatrice taiwanese
- 9 maggio - Majlinda Kelmendi, judoka albanese
- 9 maggio - Nacho Llovet, cestista spagnolo
- 9 maggio - Christy Mack, modella e ex attrice pornografica statunitense
- 9 maggio - Leaname Maotoanong, velocista botswano
- 9 maggio - Ricardo Miguel Martins Alves, calciatore portoghese
- 9 maggio - Madson, calciatore brasiliano
- 9 maggio - Mike Pennel, giocatore di football americano statunitense
- 9 maggio - Bart Vriends, calciatore olandese
- 9 maggio - Tourek Williams, giocatore di football americano statunitense
- 9 maggio - Calvin de Haan, hockeista su ghiaccio canadese
- 10 maggio - Gareth Anscombe, rugbista a 15 neozelandese
- 10 maggio - Paul Anton, calciatore rumeno
- 10 maggio - Kenny Beats, produttore discografico e compositore statunitense
- 10 maggio - Justin Brown, giocatore di football americano statunitense
- 10 maggio - Alex DeJohn, ex calciatore statunitense
- 10 maggio - Nikola Dimitrijević, calciatore serbo
- 10 maggio - Aline Rotter-Focken, lottatrice tedesca
- 10 maggio - Maria Nordström, fondista svedese
- 10 maggio - Yaser Kasim, calciatore iracheno
- 10 maggio - Shaun Ross, modello statunitense
- 10 maggio - Devon Saddler, ex cestista statunitense
- 10 maggio - Ægir Steinarsson, cestista islandese
- 10 maggio - Ali Stephens, modella statunitense
- 10 maggio - Jordan Taylor, pilota automobilistico statunitense
- 10 maggio - Didrik Tønseth, fondista norvegese
- 10 maggio - Duncan Weir, rugbista a 15 britannico
- 10 maggio - Tim Wellens, ciclista su strada belga
- 10 maggio - Gianmarco Zigoni, calciatore italiano
- 11 maggio - Mirco Bertolina, fondista italiano
- 11 maggio - Gata Cattana, rapper e poetessa spagnola († 2017)
- 11 maggio - Juan Pablo Gómez, calciatore argentino
- 11 maggio - Pablo Hernández Rivera, politico portoricano
- 11 maggio - Shōta Kobayashi, ex calciatore giapponese
- 11 maggio - Jan Kuf, pentatleta ceco
- 11 maggio - Demetrius McCray, giocatore di football americano statunitense
- 11 maggio - Uzari, cantante bielorusso
- 11 maggio - Alex Nimely, ex calciatore liberiano
- 11 maggio - Matko Obradović, calciatore croato
- 11 maggio - Semën Pavličenko, slittinista russo
- 11 maggio - Manuel Perez, ex calciatore francese
- 11 maggio - Nikola Petrić, calciatore serbo
- 11 maggio - Marcus Rohdén, calciatore svedese
- 12 maggio - Hamza Al-Dardour, calciatore giordano
- 12 maggio - Alejandro Barrera García, calciatore spagnolo
- 12 maggio - Chris Boswell, giocatore di football americano statunitense
- 12 maggio - Kenny Boynton, cestista statunitense
- 12 maggio - Bernarda Brčić, pallavolista croata
- 12 maggio - Reginald Buckner, cestista statunitense
- 12 maggio - Nicolas Constantin Bicari, pallanuotista canadese
- 12 maggio - Jennifer Damiano, attrice e cantante statunitense
- 12 maggio - Joseph Dombrowski, ex ciclista su strada statunitense
- 12 maggio - Dudu Figueiredo, calciatore brasiliano
- 12 maggio - Niccolò Giannetti, calciatore italiano
- 12 maggio - Jakub Jeřábek, hockeista su ghiaccio ceco
- 12 maggio - Jason Myers, giocatore di football americano statunitense
- 12 maggio - Simonas Paulius, calciatore lituano
- 12 maggio - Nimrod Tishman, cestista israeliano
- 13 maggio - Abdullah Al-Owaishir, calciatore saudita
- 13 maggio - Alan Patrick, calciatore brasiliano
- 13 maggio - Jennifer Beattie, ex calciatrice scozzese
- 13 maggio - Scarlett Bordeaux, wrestler statunitense
- 13 maggio - Jake Borelli, attore statunitense
- 13 maggio - William Bracewell, danzatore gallese
- 13 maggio - Francis Coquelin, calciatore francese
- 13 maggio - Brianna Decker, hockeista su ghiaccio statunitense
- 13 maggio - Aaron Doran, calciatore irlandese
- 13 maggio - Marin Draganja, tennista croato
- 13 maggio - Anders Fannemel, saltatore con gli sci norvegese
- 13 maggio - Tim Keurntjes, ex calciatore olandese
- 13 maggio - Dino Kluk, calciatore croato
- 13 maggio - Francisco Lachowski, modello brasiliano
- 13 maggio - Roland Leitinger, ex sciatore alpino austriaco
- 13 maggio - Joe Mason, ex calciatore irlandese
- 13 maggio - Junior Messias, calciatore brasiliano
- 13 maggio - Flavio Scarone, calciatore uruguaiano
- 13 maggio - Gabriel Silva, ex calciatore brasiliano
- 13 maggio - Giorgos Tofi, mezzofondista cipriota
- 13 maggio - Jason Verrett, giocatore di football americano statunitense
- 13 maggio - Shawn Williams, giocatore di football americano statunitense
- 14 maggio - Ahmed El-Shenawy, calciatore egiziano
- 14 maggio - Lars Henrik Andreassen, calciatore norvegese
- 14 maggio - Lukas Dhont, regista e sceneggiatore belga
- 14 maggio - Lindsay Dowd, pallavolista statunitense
- 14 maggio - Andrés Ramiro Escobar, calciatore colombiano
- 14 maggio - Erica Fontes, attrice pornografica portoghese
- 14 maggio - Lucía Fresco, pallavolista argentina
- 14 maggio - Paulina Guba, pesista polacca
- 14 maggio - Jeff Heath, giocatore di football americano statunitense
- 14 maggio - Muhammed Ildiz, ex calciatore austriaco
- 14 maggio - Inès Jaurena, calciatrice francese
- 14 maggio - Igor Krmar, calciatore serbo
- 14 maggio - Razak Nuhu, ex calciatore ghanese
- 14 maggio - Ronald Powell, giocatore di football americano statunitense († 2024)
- 14 maggio - Óscar Ruiz Roa, calciatore paraguaiano
- 14 maggio - Salem Saleh, calciatore emiratino
- 14 maggio - Ariel Soto, calciatore costaricano
- 14 maggio - David Verburg, velocista statunitense
- 14 maggio - Davellyn Whyte, ex cestista statunitense
- 15 maggio - Mihaela Fileva, cantante bulgara
- 15 maggio - Abraham Hamadeh, politico e militare statunitense
- 15 maggio - Jennifer Hof, modella tedesca
- 15 maggio - Kevin Mensah, calciatore danese
- 15 maggio - Ronny Montero, calciatore boliviano
- 15 maggio - Femi Ogunode, velocista nigeriano
- 15 maggio - Elias Uzamukunda, ex calciatore ruandese
- 15 maggio - Anamari Velenšek, judoka slovena
- 15 maggio - Christian Wade, rugbista a 15 e giocatore di football americano britannico
- 15 maggio - Nate Wolters, ex cestista statunitense
- 15 maggio - Luca Zanatta, hockeista su ghiaccio italiano
- 16 maggio - Amido Baldé, ex calciatore guineense
- 16 maggio - Grigor Dimitrov, tennista bulgaro
- 16 maggio - Ricardo Fischer, cestista brasiliano
- 16 maggio - Gueïda Fofana, allenatore di calcio e ex calciatore francese
- 16 maggio - Getterson, calciatore brasiliano
- 16 maggio - Francisco Hyun-sol Kim, calciatore brasiliano
- 16 maggio - Michael McBroom, ex nuotatore statunitense
- 16 maggio - Matias Møvik, calciatore e giocatore di calcio a 5 norvegese
- 16 maggio - Octavian Onofrei, calciatore moldavo
- 16 maggio - Guzmán Pereira, calciatore uruguaiano
- 16 maggio - Raphaël Quenard, attore francese
- 16 maggio - Isaiah Rashad, rapper statunitense
- 16 maggio - Susannah Scaroni, atleta paralimpica statunitense
- 16 maggio - Sebastiano Thei, pallavolista italiano
- 16 maggio - Ashley Wagner, ex pattinatrice artistica su ghiaccio statunitense
- 16 maggio - Tristan Walker, ex slittinista canadese
- 16 maggio - Eglė Šikšniūtė, cestista lituana
- 17 maggio - Lenka Bartáková, ex cestista ceca
- 17 maggio - Ashley Bryant, multiplista britannico
- 17 maggio - Federico Carrizo, calciatore argentino
- 17 maggio - Jeffrey Christiaens, ex calciatore belga
- 17 maggio - Federico Domínguez, calciatore argentino
- 17 maggio - Amanda Dowe, ex cestista statunitense
- 17 maggio - Gabriel Gallichio, attore argentino
- 17 maggio - Misha Ge, ex pattinatore artistico su ghiaccio uzbeko
- 17 maggio - Gina Gerson, attrice pornografica e modella russa
- 17 maggio - Johanna Konta, ex tennista australiana
- 17 maggio - Daniel Curtis Lee, attore e rapper statunitense
- 17 maggio - Matthew Leske, pallavolista statunitense
- 17 maggio - Iñigo Martínez, calciatore spagnolo
- 17 maggio - Ángel Martínez Ortega, ex calciatore spagnolo
- 17 maggio - Moran Mazor, cantante israeliana
- 17 maggio - Artur Nigmatullin, calciatore russo
- 17 maggio - Michela Pezzetti, karateka italiana
- 17 maggio - Tony Effe, rapper italiano
- 17 maggio - Viktor Svežov, calciatore russo
- 18 maggio - Julani Archibald, calciatore nevisiano
- 18 maggio - Elia Bastianoni, ex calciatore italiano
- 18 maggio - Emanuele Bellandi, rugbista a 15 italiano
- 18 maggio - Shanne Braspennincx, ex pistard olandese
- 18 maggio - Fernando Silva dos Santos, ex calciatore brasiliano
- 18 maggio - Jalal Hasan, calciatore iracheno
- 18 maggio - A'dia Mathies, ex cestista statunitense
- 18 maggio - Mula B, rapper olandese
- 18 maggio - David Pavelka, calciatore ceco
- 18 maggio - Alia Saeed Mohammed, mezzofondista etiope
- 18 maggio - Manu Tuilagi, rugbista a 15 samoano
- 18 maggio - José Luis Valiente, calciatore spagnolo
- 19 maggio - Galeffi, cantautore italiano
- 19 maggio - Martin Dougoud, canoista svizzero
- 19 maggio - Álvaro Giménez, calciatore spagnolo
- 19 maggio - Jamahal Hill, artista marziale misto statunitense
- 19 maggio - Lora Kitipova, pallavolista bulgara
- 19 maggio - Léo Bahia, calciatore brasiliano
- 19 maggio - Danielle Macdonald, attrice australiana
- 19 maggio - Davide Mariani, calciatore svizzero
- 19 maggio - Germán Pacheco, calciatore argentino
- 19 maggio - Jordan Pruitt, cantante e compositrice statunitense
- 19 maggio - Olivier Ragondet, pallavolista francese
- 19 maggio - Moses Sumney, cantautore, musicista e attore statunitense
- 20 maggio - Mossab Al-Laham, calciatore giordano
- 20 maggio - Bastian Baker, cantautore svizzero
- 20 maggio - Javier Carter, cestista statunitense
- 20 maggio - Amedeo Cassina, ex pallanuotista svizzero
- 20 maggio - Esteban Ciaccheri, calciatore argentino
- 20 maggio - Emre Çolak, calciatore turco
- 20 maggio - Jorge Luís Corrales, calciatore cubano
- 20 maggio - Georgi Dinkov, calciatore bulgaro
- 20 maggio - Kaká, calciatore brasiliano
- 20 maggio - Vitor Hugo, calciatore brasiliano
- 20 maggio - Justin Hunter, giocatore di football americano statunitense
- 20 maggio - Leonardo Jara, calciatore argentino
- 20 maggio - Florian Lejeune, calciatore francese
- 20 maggio - Florian Narcissot, calciatore francese
- 20 maggio - Bjørnar Neteland, ex sciatore alpino norvegese
- 20 maggio - Henrik Ojamaa, calciatore estone
- 20 maggio - Jon Z, rapper portoricano
- 20 maggio - Esteban Saveljich, calciatore argentino
- 20 maggio - Mehmet Taş, calciatore turco
- 21 maggio - Fedor Černych, calciatore russo
- 21 maggio - Abdoulay Diaby, calciatore maliano
- 21 maggio - Michele Fedrizzi, pallavolista italiano
- 21 maggio - Guilherme Costa Marques, calciatore brasiliano
- 21 maggio - Philip Hellquist, calciatore svedese
- 21 maggio - Jonathan Joseph, rugbista a 15 britannico
- 21 maggio - Juryj Kazloŭ, calciatore bielorusso
- 21 maggio - Joash Kiplimo, siepista e mezzofondista keniota
- 21 maggio - Konstantin Klein, cestista tedesco
- 21 maggio - Jevhen Makarenko, calciatore ucraino
- 21 maggio - Rodney McGruder, cestista statunitense
- 21 maggio - Eduard Nuñez, ex calciatore dominicano
- 21 maggio - Melisa Pavicich, ex cestista argentina
- 21 maggio - Sarah Ramos, attrice statunitense
- 21 maggio - Gianluca Scarpa, montatore italiano
- 21 maggio - Alekseý Şçetkïn, calciatore kazako
- 22 maggio - Sophia Abrahão, cantante, attrice e conduttrice televisiva brasiliana
- 22 maggio - Capo, rapper tedesco
- 22 maggio - Gjermund Åsen, calciatore e giocatore di calcio a 5 norvegese
- 22 maggio - Stephan Barea, ex calciatore statunitense
- 22 maggio - Kyle Bartley, ex calciatore inglese
- 22 maggio - Jared Cunningham, cestista statunitense
- 22 maggio - Carsen Gray, attrice canadese
- 22 maggio - Gu Xinwei, pallavolista cinese
- 22 maggio - Kim Bub-min, arciere sudcoreano
- 22 maggio - Suho, cantante e attore sudcoreano
- 22 maggio - Kentin Mahé, pallamanista francese
- 22 maggio - Joel Obi, calciatore nigeriano
- 22 maggio - Aleksandar Radukić, cestista bosniaco
- 22 maggio - Odise Roshi, calciatore albanese
- 22 maggio - Daniele Rutella, arbitro di calcio italiano
- 23 maggio - Emil Assergård, cantante svedese
- 23 maggio - Emil Berger, calciatore svedese
- 23 maggio - Nadine Alexandra Dewi Ames, modella indonesiana
- 23 maggio - Aaron Donald, ex giocatore di football americano statunitense
- 23 maggio - Daniel Hemetsberger, sciatore alpino austriaco
- 23 maggio - Héctor Hernández Ortega, calciatore spagnolo
- 23 maggio - Sarah Jarosz, cantante statunitense
- 23 maggio - Miroslav Kirov, lottatore bulgaro
- 23 maggio - DeMario Mayfield, cestista statunitense
- 23 maggio - Hebert Medeiros dos Santos, ex calciatore brasiliano
- 23 maggio - Lena, cantante e doppiatrice tedesca
- 23 maggio - Ryō Nagai, calciatore giapponese
- 23 maggio - Nerone, rapper italiano
- 23 maggio - Genevieve Orlandini, pallavolista statunitense
- 23 maggio - César Pinares, calciatore cileno
- 23 maggio - James Reed, bobbista statunitense
- 23 maggio - Nicole Sabouné, cantante svedese
- 23 maggio - Marko Šćepović, calciatore serbo
- 23 maggio - Suguru Ōsako, mezzofondista e maratoneta giapponese
- 24 maggio - Maxim Boghiu, ex calciatore moldavo
- 24 maggio - Abdelhakim Bouhna, ex calciatore belga
- 24 maggio - Clément Daniel, pallavolista francese
- 24 maggio - Leia Dongue, cestista mozambicana
- 24 maggio - Cody Eakin, hockeista su ghiaccio canadese
- 24 maggio - Satsuki Fujisawa, giocatrice di curling giapponese
- 24 maggio - Kim Yoon-hye, attrice sudcoreana
- 24 maggio - Mattia Bottani, calciatore svizzero
- 24 maggio - Etiene Medeiros, nuotatrice brasiliana
- 24 maggio - Jeppe Grønning, calciatore danese
- 25 maggio - Marius Brevig, giocatore di calcio a 5 e ex calciatore norvegese
- 25 maggio - Everton Camargo, calciatore brasiliano
- 25 maggio - Martina Rita Caramignoli, nuotatrice italiana
- 25 maggio - Guido Carrillo, calciatore argentino
- 25 maggio - Geoffrey Castillion, calciatore olandese
- 25 maggio - Lars Cramer, ex calciatore norvegese
- 25 maggio - Aarón Cruz, calciatore costaricano
- 25 maggio - Aleksej Fëdorov, triplista russo
- 25 maggio - Andrew Herr, attore canadese
- 25 maggio - Joílson de Jesus Cardoso, calciatore brasiliano
- 25 maggio - Mohamed Yousef, calciatore emiratino
- 25 maggio - Snorre Krogsgård, ex calciatore norvegese
- 25 maggio - J.J. Moore, cestista statunitense
- 25 maggio - Erik Morán, calciatore spagnolo
- 25 maggio - Bigambo Rochat, calciatore svizzero
- 25 maggio - Andreas Schilling, triatleta danese
- 25 maggio - Kenneth Schuermans, calciatore belga
- 25 maggio - Claire Sinclair, modella statunitense
- 25 maggio - Toshiyuki Takagi, calciatore giapponese
- 25 maggio - Derrick Williams, cestista statunitense
- 26 maggio - Amber Bondin, cantante maltese
- 26 maggio - Ah Young, cantante e attrice sudcoreana
- 26 maggio - Christie Elliot, ex calciatore inglese
- 26 maggio - Hungria Hip Hop, rapper, cantante e compositore brasiliano
- 26 maggio - Sabrina Marchese, giocatrice di calcio a 5 e ex calciatrice italiana
- 26 maggio - João Matias, pistard e ciclista su strada portoghese
- 26 maggio - Julianna Rose Mauriello, attrice statunitense
- 26 maggio - Chris Mavinga, calciatore francese
- 26 maggio - Orlann Ombissa-Dzangue, velocista francese
- 26 maggio - Takashi Sawada, calciatore giapponese
- 26 maggio - Tobias Siegert, pilota motociclistico tedesco
- 26 maggio - Alessandro Tura, hockeista su ghiaccio italiano
- 26 maggio - Elísa Viðarsdóttir, calciatrice islandese
- 26 maggio - Erica Wilson, pallavolista statunitense
- 27 maggio - Henrique Almeida, calciatore brasiliano
- 27 maggio - Beauden Barrett, rugbista a 15 neozelandese
- 27 maggio - Lorenzo Buscarini, ex calciatore sammarinese
- 27 maggio - Sébastien Dewaest, calciatore belga
- 27 maggio - Ryan Jensen, ex giocatore di football americano statunitense
- 27 maggio - Eneli Kutter, calciatrice estone
- 27 maggio - Mário Rui, calciatore portoghese
- 27 maggio - Carmine Monaco, attore italiano
- 27 maggio - Saša Novaković, calciatore croato
- 27 maggio - Alexis Olgard, pallavolista statunitense
- 27 maggio - Ksenija Pervak, ex tennista russa
- 27 maggio - Róbert Pillár, calciatore slovacco
- 27 maggio - Tuomas Rannankari, ex calciatore finlandese
- 27 maggio - Jasmin Rothmund, ex sciatrice alpina svizzera
- 27 maggio - Armando Sadiku, calciatore albanese
- 27 maggio - Filip Starzyński, calciatore polacco
- 27 maggio - Chantal Trezzi, calciatrice italiana
- 27 maggio - Zeke Upshaw, cestista statunitense († 2018)
- 27 maggio - Bryan Vega, calciatore costaricano
- 27 maggio - Natal'ja Vorob'ëva, lottatrice russa
- 28 maggio - Karin Czeczka, calciatrice italiana
- 28 maggio - Sharrif Floyd, ex giocatore di football americano e allenatore di football americano statunitense
- 28 maggio - Giulia Galtarossa, ginnasta italiana
- 28 maggio - David González Plata, calciatore spagnolo
- 28 maggio - Ji Dong-won, calciatore sudcoreano
- 28 maggio - Alexandre Lacazette, calciatore francese
- 28 maggio - Danielle Lao, tennista statunitense
- 28 maggio - Jonathan Ligali, ex calciatore francese
- 28 maggio - Andrej Lovás, calciatore slovacco
- 28 maggio - Ivan Minčev, calciatore bulgaro
- 28 maggio - Jasmine Norton, ex pallavolista statunitense
- 28 maggio - Yoann Paillot, ciclista su strada e ciclocrossista francese
- 28 maggio - Kail Piho, ex combinatista nordico estone
- 28 maggio - Mirko Serrano, calciatore cileno
- 28 maggio - Rena Shimazu, pentatleta giapponese
- 28 maggio - Alice Sotero, pentatleta italiana
- 28 maggio - Andrėj Vasileŭski, tennista bielorusso
- 28 maggio - Inesa Visgaudaitė, ex cestista lituana
- 28 maggio - Nick Washburn, ex cestista statunitense
- 29 maggio - Layes Abdullayeva, mezzofondista e siepista etiope
- 29 maggio - Arijan Ademi, calciatore croato
- 29 maggio - Kristen Alderson, attrice statunitense
- 29 maggio - Kim de Baat, ex ciclista su strada olandese
- 29 maggio - Dominika Baburová, ex cestista slovacca
- 29 maggio - Luca Braidot, mountain biker e ciclocrossista italiano
- 29 maggio - Justin Britt, giocatore di football americano statunitense
- 29 maggio - Jesse Camacho, attore e doppiatore canadese
- 29 maggio - Brecht Dejaegere, calciatore belga
- 29 maggio - Amer Dupovac, ex calciatore bosniaco
- 29 maggio - Oskar Eriksson, giocatore di curling svedese
- 29 maggio - Andrea Fedi, ex ciclista su strada italiano
- 29 maggio - Garrett Grayson, giocatore di football americano statunitense
- 29 maggio - Sergi Guardiola, calciatore spagnolo
- 29 maggio - Alena Hanušová, cestista ceca
- 29 maggio - Saori Hayami, doppiatrice e cantante giapponese
- 29 maggio - Matoma, disc jockey e produttore discografico norvegese
- 29 maggio - Andrea Malagoli, hockeista su pista italiano
- 29 maggio - Steven Matz, giocatore di baseball statunitense
- 29 maggio - Yaimé Pérez, discobola cubana
- 29 maggio - Casey Prather, cestista statunitense
- 29 maggio - Iván Salgado López, scacchista spagnolo
- 29 maggio - Robin Simović, calciatore svedese
- 29 maggio - Tan Zhongyi, scacchista cinese
- 29 maggio - Zak Zodiac, wrestler britannico
- 29 maggio - Erhun Öztümer, calciatore inglese
- 30 maggio - Akimi Barada, calciatore giapponese
- 30 maggio - Callum Booth, calciatore scozzese
- 30 maggio - Eduardo Manuel Gámez, ex calciatore messicano
- 30 maggio - Johan Martial, ex calciatore francese
- 30 maggio - Bruno Nascimento, ex calciatore brasiliano
- 30 maggio - Valentín Pimentel, calciatore panamense
- 30 maggio - Rodrigo Pinho, calciatore tedesco
- 30 maggio - Amir Sarkhosh, giocatore di snooker iraniano
- 30 maggio - Dante Stipica, calciatore croato
- 30 maggio - Serena Tateo, sceneggiatrice e attrice italiana
- 30 maggio - Suani Uelese, calciatore samoano americano
- 30 maggio - Valentina Vignali, cestista, modella e personaggio televisivo italiana
- 30 maggio - Robson dos Santos Fernandes, calciatore brasiliano
- 31 maggio - Azealia Banks, rapper e cantautrice statunitense
- 31 maggio - Matt Bowman, giocatore di baseball statunitense
- 31 maggio - Tilen Debelak, ex sciatore alpino sloveno
- 31 maggio - Leonardo Gil, calciatore argentino
- 31 maggio - Gina Mancuso, pallavolista statunitense
- 31 maggio - Alexandre Pasche, calciatore svizzero
- 31 maggio - Dar"ja Petrožyc'ka, attrice e cantante ucraina
- 31 maggio - Bryce Petty, giocatore di football americano statunitense
- 31 maggio - Erik Read, sciatore alpino canadese
- 31 maggio - Brodie Retallick, rugbista a 15 neozelandese
- 31 maggio - Matija Širok, ex calciatore sloveno
- 31 maggio - Xue Changrui, astista cinese